# NGC 3915
NGC 3915 = IC 2963 ist eine linsenförmige Galaxie vom Hubble-Typ S0/a im Sternbild Jungfrau auf der Ekliptik. Sie ist schätzungsweise 69 Millionen Lichtjahre von der Milchstraße entfernt und hat einen Durchmesser von etwa 30.000 Lj.
Im selben Himmelsareal befinden sich u. a. die Galaxien IC 738 und IC 741.
Das Objekt wurde am 24. April 1784 von Wilhelm Herschel entdeckt.